# Onthophagus furcatus
Onthophagus furcatus är en skalbaggsart som beskrevs av Fabricius 1781. Onthophagus furcatus ingår i släktet Onthophagus och familjen bladhorningar. Inga underarter finns listade i Catalogue of Life.

## Bildgalleri

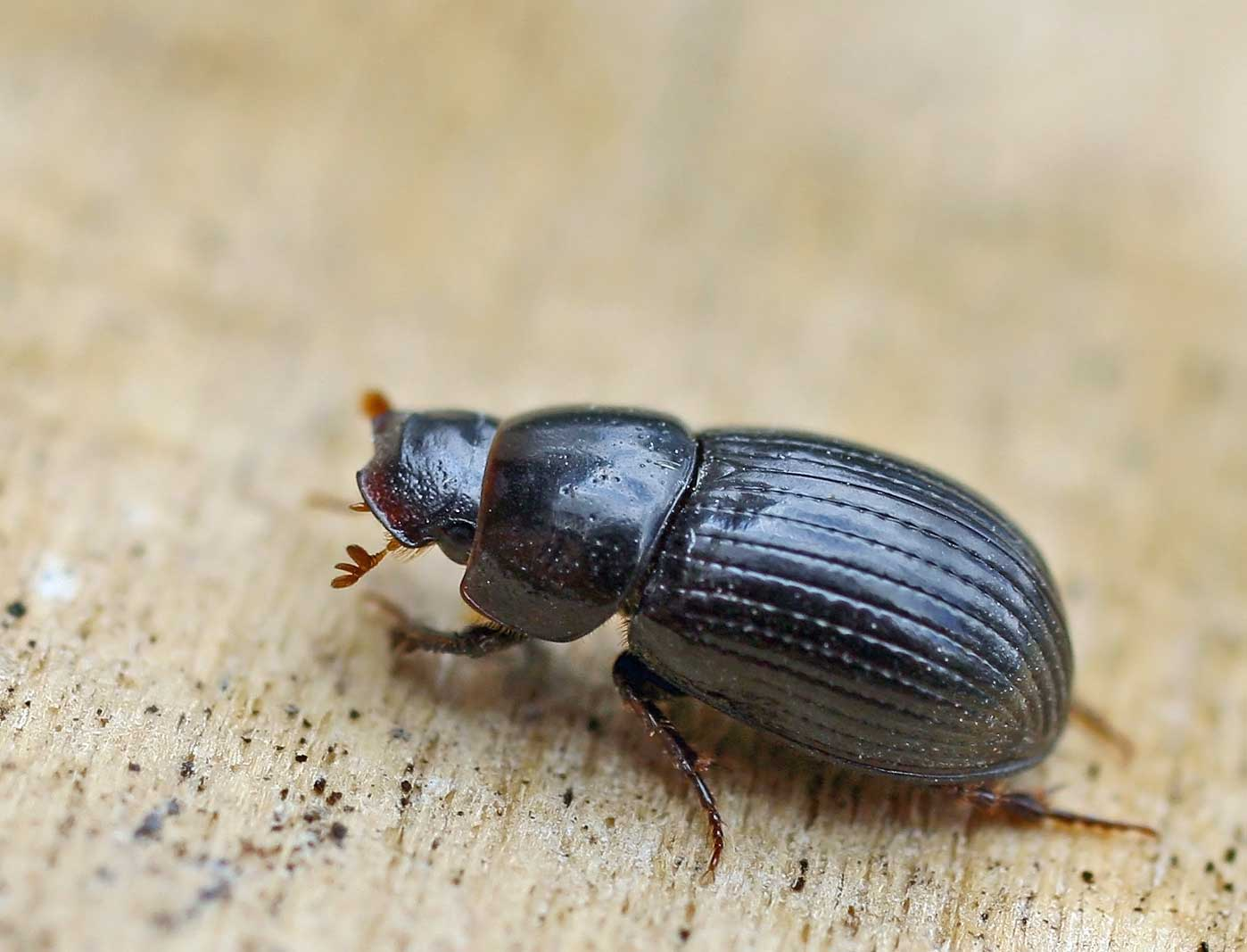